# استانیسواف گاولیک
استانیسواف گاولیک (لهستانی: Stanisław Gawlik؛ ‏ ۹ نوامبر ۱۹۲۵ – ۲ فوریهٔ ۱۹۹۰) بازیگر اهل لهستان بود. وی بین سال‌های ۱۹۵۳ تا ۱۹۹۰ میلادی فعالیت می‌کرد.
از فیلم‌ها یا برنامه‌های تلویزیونی که وی در آن نقش داشته است، می‌توان به سرنوشت‌های لهستانی، گا، گا، درود بر قهرمانان، رانندگان جایگزین، وقتی منو بگیری باهام چکار می‌کنی؟، خیابان فرعی ۴ و ده فرمان ۲ اشاره کرد.